# Список мэров Миннеаполиса
Этот список включает в себя всех мэров города Миннеаполис (штат Миннесота) с 1867 года по настоящее время.
С момента присвоения Миннеаполису статуса города, им руководили политически разнообразные мэры, а именно представители от Республиканской, Демократической,  Демократической фермерской лейбористской , Фермерской лейбористской и Социалистической партий, а также независимые политики. Известные исторические личности, которые были мэрами: Альберт Алонсо «Док» Эймс, известный своими многократными переизбраниями и противоречивым решениями на посту, Хьюберт Хамфри, который позже стал вице-президентом Соединённых Штатов, и Шэрон Сэйлз Белтон, первая афроамериканка и первая женщина, занявшая этот пост.
Срок полномочий мэра Миннеаполиса составляет четыре года, без ограничения количества сроков, которые может занимать одно лицо. Инаугурация новоизбранного мэра проходит в январе после муниципальных выборов.
С 1867 по 1878 годы мэры избирались на 1-летний срок. Начиная с 1878 года срок был продлён до 2 лет. Срок был продлён до 4 лет с января 1982 года, чтобы предоставить мэрам больше времени для реализации своих программ.
Последние выборы мэра Миннеаполиса состоялись 2 ноября 2021 года, а следующие состоятся 4 ноября 2025 года.
Как глава Миннеаполиса, мэр отвечает за обеспечение соблюдения всех муниципальных законов, надзор и координацию деятельности городских департаментов, а также за составление и представление городского бюджета в конце каждого финансового года. Мэр имеет право утверждать или накладывать вето на законы, принятые городским советом Миннеаполиса. Будучи политическим и церемониальным лидером города, мэр также представляет Миннеаполис на уровне штата, страны и на международном уровне.
Офис мэра, в который входят мэр и несколько сотрудников, занимается информационными технологиями, отношениями , общественной безопасностью, общественными работами, расовой инклюзивностью и климатом.

## Список
| №  | № | Портрет | Мэр                                     | Сроки полномочий | Сроки полномочий | Партия                                                    |
| -- | - | ------- | --------------------------------------- | ---------------- | ---------------- | --------------------------------------------------------- |
| 1  |   |         | Дорилус Моррисон (1814–1897)            | 26 февраля 1867  | 14 апреля 1868   | Республиканская                                           |
| 2  |   |         | Хью Харрисон (1822–1891)                | 14 апреля 1868   | 13 апреля 1869   | Республиканская                                           |
| 3  |   |         | Дорилус Моррисон (1814–1897)            | 13 апреля 1869   | 12 апреля 1870   | Республиканская                                           |
| 4  |   |         | Эли Эймс (1820–1897)                    | 12 апреля 1870   | 9 апреля 1872    | Демократическая                                           |
| 5  |   |         | Юджин Маклэнахан Уилсон (1833–1890)     | 9 апреля 1872    | 8 апреля 1873    | Демократическая                                           |
| 6  |   |         | Джордж А. Брэкетт (1836–1921)           | 8 апреля 1873    | 14 апреля 1874   | Республиканская                                           |
| 7  |   |         | Юджин Маклэнахан Уилсон (1833–1890)     | 14 апреля 1874   | 13 апреля 1875   | Демократическая                                           |
| 8  |   |         | Орландо Мерриман (1827–1906)            | 13 апреля 1875   | 11 апреля 1876   | Демократическая                                           |
| 9  |   |         | Альберт Алонсо «Док» Эймс (1842–1911)   | 11 апреля 1876   | 10 апреля 1877   | Демократическая                                           |
| 10 |   |         | Джон Де Лайттр (1832–1912)              | 10 апреля 1877   | 9 апреля 1878    | Республиканская                                           |
| 11 |   |         | Алонзо Купер Рэнд (1831–1985)           | 9 апреля 1878    | 11 апреля 1882   | Республиканская                                           |
| 12 |   |         | Альберт Алонсо «Док» Эймс (1842–1911)   | 11 апреля 1882   | 8 апреля 1884    | Демократическая                                           |
| 13 |   |         | Джордж Пиллсбери (1816–1898)            | 8 апреля 1884    | 13 апреля 1886   | Республиканская                                           |
| 14 |   |         | Альберт Алонсо «Док» Эймс (1842–1911)   | 13 апреля 1886   | 7 января 1889    | Демократическая                                           |
| 15 |   |         | Эдвард Бабб (1834–1899)                 | 7 января 1889    | 5 января 1891    | Республиканская                                           |
| 16 |   |         | Филип Уинстон (1845–1901)               | 5 января 1891    | 2 января 1893    | Демократическая                                           |
| 17 |   |         | Уильям Генри Юстис (1845–1928)          | 2 января 1893    | 7 января 1895    | Республиканская                                           |
| 18 |   |         | Роберт Пратт (1845–1908)                | 7 января 1895    | 2 января 1899    | Республиканская                                           |
| 19 |   |         | Джеймс Грей (1862–1916)                 | 2 января 1899    | 7 января 1901    | Демократическая                                           |
| 20 |   |         | Альберт Алонсо «Док» Эймс (1842–1911)   | 7 января 1901    | 27 августа 1902  | Республиканская                                           |
| 21 |   |         | Дэвид Джонс (1860–1927)                 | 27 августа 1902  | 5 января 1903    | Республиканская                                           |
| 22 |   |         | Джеймс Кларк Хейнс (1848–1913)          | 5 января 1903    | 2 января 1905    | Демократическая                                           |
| 23 |   |         | Дэвид Джонс (1860–1927)                 | 2 января 1905    | 7 января 1907    | Республиканская                                           |
| 24 |   |         | Джеймс Кларк Хейнс (1848–1913)          | 7 января 1907    | 6 января 1913    | Демократическая                                           |
| 25 |   |         | Уоллес Най (1859–1926)                  | 6 января 1913    | 1 января 1917    | Республиканская                                           |
| 26 |   |         | Томас Ван Лир (1869–1931)               | 1 января 1917    | 6 января 1919    | Социалистическая партия Америки                           |
| 27 |   |         | Дж. Эдвард Мейерс (1862–1944)           | 6 января 1919    | 3 июля 1921      | Лоялист                                                   |
| 28 |   |         | Джордж Лич (1876–1955)                  | 3 июля 1921      | 7 июля 1929      | Республиканская                                           |
| 29 |   |         | Уильям Кунце (1872–1962)                | 8 июля 1929      | 5 июля 1931      | Республиканская                                           |
| 30 |   |         | Уильям Андерсон (1873–1954)             | 6 июля 1931      | 2 июля 1933      | Фермерская лейбористская партия Миннесоты                 |
| 31 |   |         | Александр Гилберт Бейнбридж (1885–1936) | 3 июля 1933      | 7 июля 1935      | Республиканская                                           |
| 32 |   |         |                                         | 8 июля 1935      | 4 июля 1937      | Фермерская лейбористская партия Миннесоты                 |
| 33 |   |         | Джордж Лич (1876–1955)                  | 5 июля 1937      | 6 июля 1941      | Республиканская                                           |
| 34 |   |         | Томас Латимер (1879–1937)               | 7 июля 1941      | 1 июля 1945      | Республиканская                                           |
| 35 |   |         | Хьюберт Хамфри (1911–1978)              | 2 июля 1945      | 30 ноября 1948   | Демократическая фермерская лейбористская партия Миннесоты |
| 36 |   |         | Эрик Хойер (1898–1990)                  | 1 декабря 1948   | 7 июля 1957      | Демократическая фермерская лейбористская партия Миннесоты |
| 37 |   |         | Кеннет Петерсон (1915–1993)             | 8 июля 1957 г.   | 2 июля 1961      | Республиканская                                           |
| 38 |   |         | Артур Нафталин (1917–2005)              | 3 июля 1961      | 6 июля 1969      | Демократическая фермерская лейбористская партия Миннесоты |
| 39 |   |         | Чарльз Стенвиг (1928–2010)              | 7 июля 1969      | 31 декабря 1973  | Независимый                                               |
| 40 |   |         | Ричард Эрдалл (1933–2018)               | 31 декабря 1973  | 31 декабря 1973  | Республиканская                                           |
| 41 |   |         | Альберт Хофстеде (1940–2016)            | 1 января 1974    | 31 декабря 1975  | Демократическая фермерская лейбористская партия Миннесоты |
| 42 |   |         | Чарльз Стенвиг (1928–2010)              | 1 января 1976    | 31 декабря 1977  | Независимый                                               |
| 43 |   |         | Альберт Хофстеде (1940–2016)            | 1 января 1978    | 31 декабря 1979  | Демократическая фермерская лейбористская партия Миннесоты |
| 44 |   |         | Дональд Фрейзер (1924–2019)             | 1 января 1980    | 31 декабря 1993  | Демократическая фермерская лейбористская партия Миннесоты |
| 45 |   |         | Шэрон Сэйлз Белтон(род. 1951)           | 1 января 1994    | 31 декабря 2001  | Демократическая фермерская лейбористская партия Миннесоты |
| 46 |   |         | Раймонд Томас Рыбак (род. 1955)         | 1 января 2002    | 31 декабря 2013  | Демократическая фермерская лейбористская партия Миннесоты |
| 47 |   |         | Бетси Ходжес (род. 1969)                | 1 января 2014    | 2 января 2018    | Демократическая фермерская лейбористская партия Миннесоты |
| 48 |   |         | Джейкоб Фрей (род. 1981)                | 2 января 2018    | Нынешний         | Демократическая фермерская лейбористская партия Миннесоты |

| Партия | Партия                                                    | Количество |
| ------ | --------------------------------------------------------- | ---------- |
|        | Республиканская                                           | 21         |
|        | Демократическая                                           | 11         |
|        | Демократическая фермерская лейбористская партия Миннесоты | 10         |
|        | Фермерская лейбористская партия Миннесоты                 | 2          |
|        | Независимый                                               | 2          |
|        | Лоялист                                                   | 1          |
|        | Социалистическая партия Америки                           | 1          |

## Мэр Сент-Энтони
Сент-Энтони был городом, который был включён в состав Миннеаполиса в 1872 году. С 1855 по 1872 год в Сент-Энтони было 13 мэров.
| №  | № | Портрет | Мэр                                      | Сроки полномочий | Сроки полномочий | Партия          |
| -- | - | ------- | ---------------------------------------- | ---------------- | ---------------- | --------------- |
| 1  |   |         | Генри Уэллс (1821–1898)                  | 13 апреля 1855   | 9 апреля 1856    | Демократическая |
| 2  |   |         | Альварен Аллен (1822–1907)               | 9 апреля 1856    | 23 августа 1856  | Демократическая |
| —  |   |         | Дэвид Секомб (временный мэр) (1827-1892) | 23 августа 1856  | 7 апреля 1857    | Республиканская |
| 3  |   |         | Уильям Уэльс (1818–1902)                 | 7 апреля 1857    | 6 апреля 1858    | Республиканская |
| 4  |   |         | Оррин Кертис                             | 6 апреля 1858    | 5 апреля 1860    | Демократическая |
| 5  |   |         | Р. Б. Грейвс                             | 5 апреля 1860    | 8 апреля 1861    | Республиканская |
| 6  |   |         | Орландо Мерриман (1827–1906)             | 8 апреля 1861    | Апрель 1863      | Демократическая |
| 7  |   |         | Эдвин Браун                              | Апрель 1863      | 11 апреля 1864   | Демократическая |
| 8  |   |         | Орландо Мерриман (1827–1906)             | 11 апреля 1864   | 7 апреля 1865    | Демократическая |
| 9  |   |         | Уильям Уэльс (1818–1902)                 | 7 апреля 1865    | 10 апреля 1866   | Республиканская |
| 10 |   |         | Орландо Мерриман (1827–1906)             | 10 апреля 1866   | 7 апреля 1868    | Демократическая |
| 11 |   |         | Уинтроп Янг                              | 7 апреля 1868    | 10 апреля 1869   | Демократическая |
| 12 |   |         | Уильям Макнейр (1836–1885)               | 10 апреля 1869   | 4 апреля 1871    | Демократическая |
| 13 |   |         | Эдвин Браун                              | 4 апреля 1871    | 8 апреля 1872    | Демократическая |